# Schöneberg (Hunsrück)

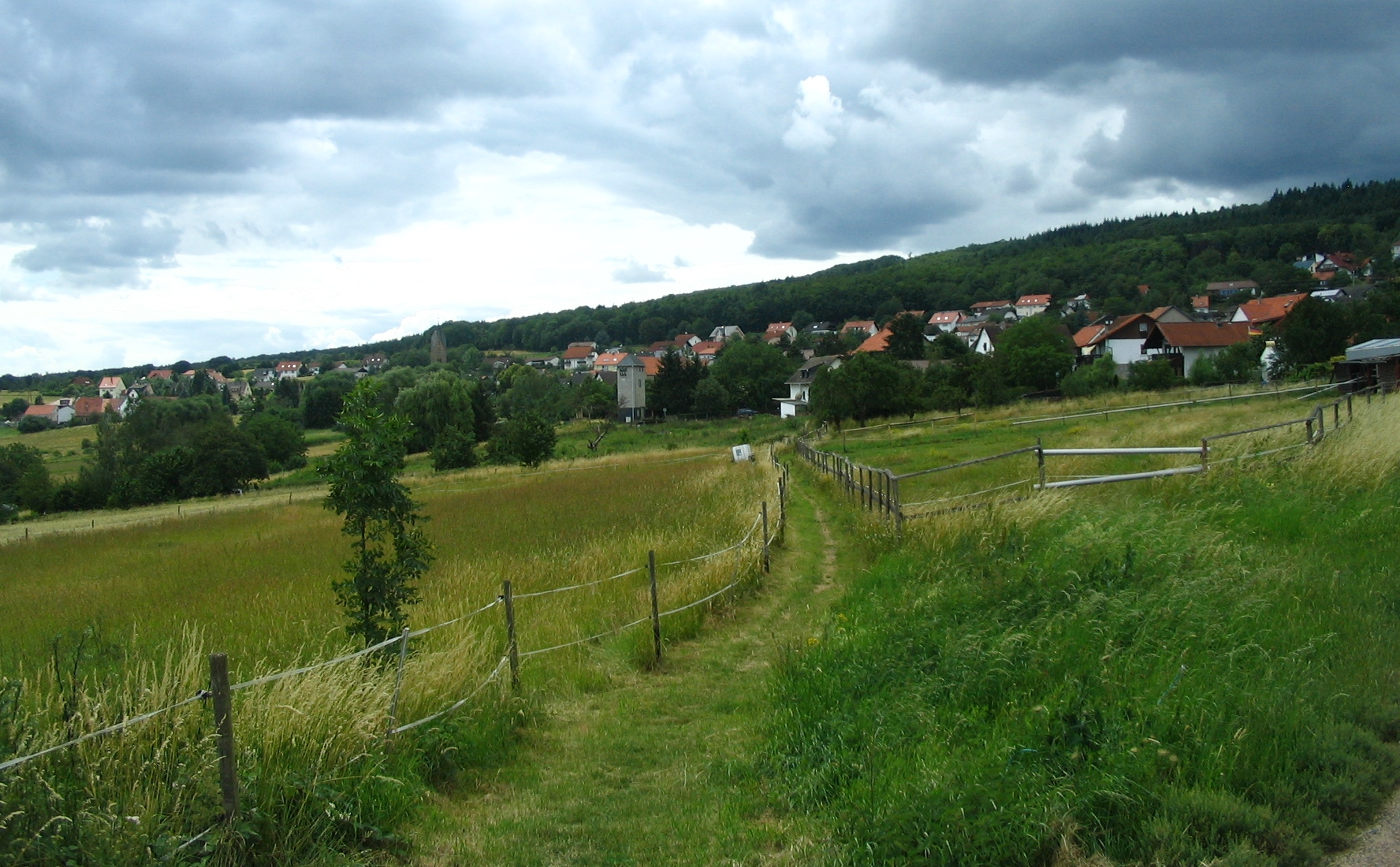
Schöneberg und der Soonwald

Schöneberg  ist eine Ortsgemeinde im Landkreis Bad Kreuznach in Rheinland-Pfalz. Sie gehört der Verbandsgemeinde Langenlonsheim-Stromberg an.

## Geographie
Schöneberg liegt im Hunsrück auf einem Bergrücken des Soonwaldes zwischen dem Guldenbachtal und dem Gräfenbachtal.

## Politik

### Bürgermeister
Ortsbürgermeister ist Dieter Wopen (WG Wopen). Nach der Kommunalwahl am 26. Mai 2019 wurde er Nachfolger von Uwe Pöttmann (WGP), der nicht mehr für das Amt kandidiert hatte.
Wopen wurde im Juni 2024 wiedergewählt.

## Kultur und Sehenswürdigkeiten
- Ein Gemälde in der Kirche mit dem Titel Madonna von Stalingrad, eine Reproduktion der Stalingradmadonna[3]
- Von Mäzenen gestiftete Kirchenfenster
- Ehemaliges Burghaus der Ritter von Schonenburg (in Privatbesitz)

Siehe auch: Liste der Kulturdenkmäler in Schöneberg

## Wirtschaft
Neben der kargen Landwirtschaft verdienten sich die Schöneberger in der Vergangenheit ihren Unterhalt durch Besenbinderei. Viele Einwohner wanderten, wie im gesamten Hunsrückgebiet, in die USA und nach Kanada aus. In der Gegenwart konzentriert sich das örtliche Wirtschaftsleben auf mehrere Handwerksmeisterbetriebe der Kfz-, Elektro-, Frisör-, Dachdecker- und Zimmermannsbranche und zwei Gaststätten. Mobile Verkaufsfahrzeuge der ortsnahen Bäcker und Metzgereien runden das Angebot ab. Finanzdienstleistungen können teilweise über die örtlichen Versicherungsvertretungen abgedeckt werden.

## Einrichtungen
Schöneberg besitzt eine öffentliche Gemeindebücherei, ein Gemeindehaus sowie die Freiwillige Feuerwehr mit Förderverein.
Die Kindertagesstätte und Grundschule befindet sich im Nachbarort Schweppenhausen. Weiterführende Schulen gibt es in Wallhausen und Stromberg (IGS).